# 亞瓦爾哈薩山
12°59′40″S 75°08′47″W / 12.99444°S 75.14639°W
亞瓦爾哈薩山（Yawar Q'asa），是秘魯的山峰，位於該國中南部萬卡韋利卡大區，由卡斯特羅維雷納區和聖阿納區負責管轄，屬於瓊塔山脈的一部分，海拔高度5,000米。